# شهرستان محنت‌آباد
ناحیهٔ محنت‌آباد (به ازبکی: Mekhnatabad District) یک ناحیه در ازبکستان است که در ولایت سیردریا واقع شده‌است. ناحیه محنت‌آباد ۴۲۰ کیلومتر مربع مساحت و ۲۷٬۶۰۰ نفر جمعیت دارد.